# 329.ª Brigada Blindada del Ejército Popular Yugoslavo
La 329.ª Brigada Blindada del Ejército Popular Yugoslavo (329. oklopna brigada - 329. okbr) era una gran unidad de combate, integrante del componente activo de esa fuerza. con asiento de paz en Banja Luka. Como parte del orden de batalla del 5.º Cuerpo realizó operaciones de combate en Eslavonia Occidental.
Luego del repliegue formal del Ejército Popular Yugoslavo (JNA) de Bosnia y de Croacia en mayo de 1992, la brigada fue renombrada como 1.ª Brigada Blindada del Ejército de la Republika Srpska, por lo que la 329. okbr dejó de existir. El material y gran parte de su personal permaneció en sus filas manteniendo su dependencia del mismo cuerpo, ya renombrado como 1.° Cuerpo de la Krajina.

## Primeros tiempos de la Brigada
La presencia de blindados en el área de Banja Luka data de fines de 1948 cuando se presentan las tensiones de Yugoslavia con la entonces Unión Soviética. La escuela de blindados se encontraba en Bela Crkva, a poca distancia del límite con Rumania, por lo que se apreció necesario trasladarla ante el peligro de un ataque sorpresa.
En 1956, se estableció el 973.º Centro de Enseñanza para tropas blindadas (973. nastavni centar) en Banja Luka. Ese establecimiento debía ser la base de movilización de la 329.ª okbr.
En el marco del plan de reestructuración del JNA llamado Drvar-2, en 1964 se establecieron seis brigadas blindadas independientes, entre ellas la 329.ª con asiento en Banja Luka.
La intervención de soviética en Checoslovaquia de agosto de 1968 obligó a la dirigencia político-militar a tomar medidas inmediatas para evitar un posible escenario similar en Yugoslavia. Para ello se movilizaron distintas unidades del JNA con clasificación B, entre ellas el 1.º Batallón de la 329.ª Brigada, y enviadas a la frontera con Hungría y Bulgaria.
La movilización de una relativamente grande cantidad de unidades blindadas mostró la presencia de problemas de organización, entrenamiento e instalaciones. En el 1.º Batallón se detectó deficiencia en el trabajo de las autoridades locales, la forma de ejecución del llamado, el estado inutilizable de los rifles de asalto PPS, etc
En 1971 comenzó la provisión de tanques T-55 a la brigada, comprados a la URSS (la última serie de T-55 llegó en 1982). Mientras tanto, el 5.º Regimiento Blindado, unidad a formarse con material del 973.º Centro de Instrucción de Banja Luka, recibió tanques M-47 para un batallón y T-34 para el otro batallón

## Incremento de las tensiones interétnicas
El incremento de las posturas croatas pro-secesión de Yugoslavia provocaron tensiones políticas entre las autoridades federales y las de la entonces República Socialista de Croacia. Éstas derivarían en la Guerra de Croacia a partir de agosto de 1991.
Ante tal situación, en febrero de 1990, las autoridades militares yugoslavas ordenaron la implementación del plan Unidad - 2. La orden incluía la transformación de la 329.ª Brigada, entonces clasificada como B, al nivel A. Ello implicó la formación de un batallón blindado en Derventa con material allí disponible de una unidad similar de la 327.ª Brigada Motorizada. Otro documento del JNA (Unidad - 3) del 15 de mayo de ese año estableció que la Brigada debía ser reorganizada de la clasificación B a A con la siguiente composición:
- Clasificación A: Comando; Cuartel General; 1.° y 2.° Batallones Blindados; Batallón Mecanizado; Grupo de Artillería de Obuses; Grupo de Artillería Antiaéreo; Base de Retaguardia.
- Clasificación R: 3.° Batallón Blindado; Batallón de Ingenieros; Compañía de Comunicaciones; Compañía de Policía Militar; Defensa QBN.
- El 2.° Batallón se debía constituir en Derventa con equipamiento tomando de la 327.ª Brigada Motorizada.

Debido al incidente armado de Plitvice, entre croatas y serbocroatas, el 31 de marzo de 1991, el batallón mecanizado de la brigada, junto a otras unidades del 5.º Cuerpo, fue enviado al lugar con la intención de separar a las partes. Posteriormente, el batallón fue mantenido en la parte sur del área de Banovina a lo largo del río Sava. En junio, se encontraba presente en el sector de Dvor na Uni. Este batallón, permaneció con esta tarea hasta septiembre de 1991.

## 1991. Guerra de Croacia

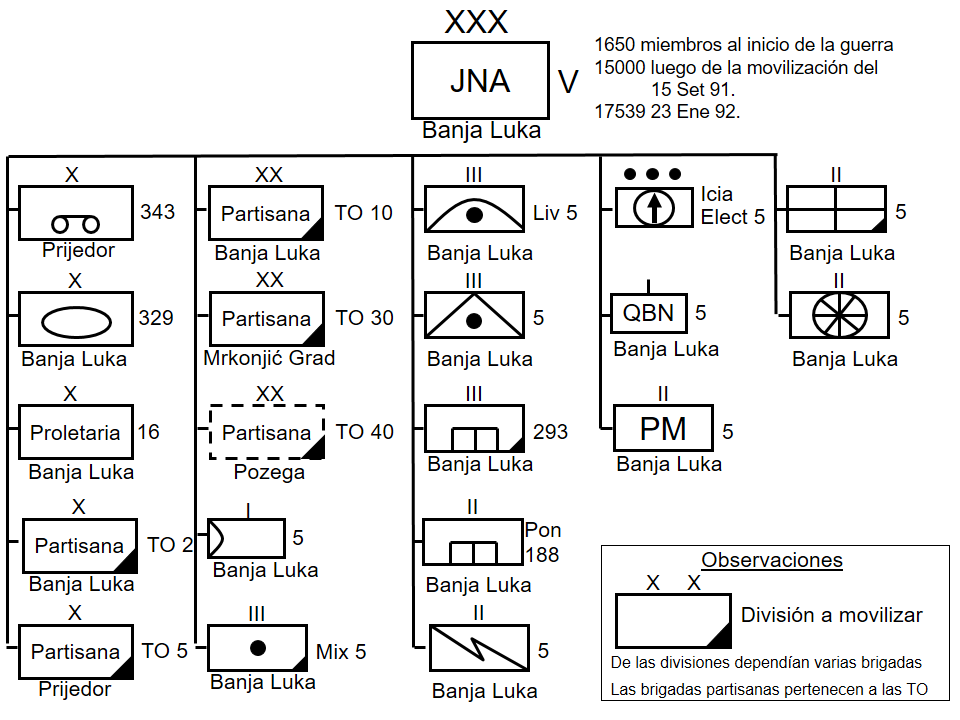
5.º Cuerpo del Ejército Popular Yugoslavo.

Ante el fuerte de la conflictividad interétnica, el 12 de agosto de 1991 los serbocroatas promulgaron la creación de la Región Autónoma Serbia de Eslavonia Occidental (SAO-ZS). Éstos erigieron barricadas en los sectores que controlaban y movilizaron una estructura militar.
Como resultado de estos eventos, el 13 de agosto la situación se volvió más tensa en el puente sobre el río Sava en Stara Gradiška. Miembros de la 329.ª Brigada Blindada, cuyas fuerzas estaban adelantadas al área de Bosanska Gradiška, pidieron a la policía croata que despeje de obstáculos al puente. La policía condicionó la apertura al alejamiento de las tropas del JNA.
Los miembros de la Guardia Nacional Croata y la policía se encargaron de poner el área bajo su control el 14 de agosto. El 16, las milicias serbias atacaron a las fuerzas croatas en Okučani y sus alrededores con fuego de infantería y morteros. El 17 llegó el 2.º Batallón de la 265.ª Brigada Mecanizada JNA de Bjelovar con la idea de constituirse como fuerza de amortiguación, después de lo cual las fuerzas croatas se retiraron de Okučani.
El 18 de agosto, unidades de la 329.ª Brigada cruzaron el puente sobre el río Sava y ocuparon Stara Gradiška, Donji Varoš, Gornji Varoš y Uskoci. Si bien conectaron al batallón mecanizado presente en el lugar, se debió replegar al canal Stug.
El 16 de septiembre, las unidades de la 329.ª Brigada Blindada apoyadas por un batallón de la 16.ª Brigada Proletaria JNA, atacaron desde el canal Strug y Okučani hacia las aldeas de Novi Varoš, Gređani, Čovac y Pivare con apoyo de artillería y fuerza aérea. Las tropas croatas se retiraron a la línea de defensa Smrtić - Medari - Dragalić - Donji Bogićevci - Gorice - Savski Bok. La 329.ª Brigada atacó en dirección de Nova Gradiška.
Tras expulsión de las fuerzas croatas de la ruta Stara Gradiška - Okučani, el JNA tuvo más espacio y pudo enviar más brigadas a Eslavonia Occidental.
La intención inicial del empleo de la brigada era desbloquear las guarniciones JNA en Đakovo y Našice (ver batalla de los cuarteles) y fusionarse con el Cuerpo de Novi Sad y la 1.ª División de Guardias (procedentes del Eslavonia Oriental). A mediados de octubre, el ZNG estabilizó la línea de defensa al oeste de Nova Gradiška. La Brigada Blindada se vio obligada a pasar a la defensa y brindar apoyo directo a la infantería. Esa situación se mantuvo hasta el 3 de enero, cuando se concretó el alto al fuego acordado el día anterior en Sarajevo. A partir de entonces, se mantuvo brindando seguridad en las posiciones alcanzadas.

## Operaciones en el norte de Bosnia
Con la firma del Acuerdo de Sarajevo, el 2 de enero de 1992, la guerra entre Yugoslavia y Croacia se detuvo. En los meses siguientes, tuvo lugar el despliegue de las fuerzas de las Naciones Unidas (UNPROFOR). El JNA usó ese tiempo para re-desplegar fuerzas en BiH y prepararse para la creación de un Ejército Serbobosnio. Parte de la 329.ª Brigada que no se encontraba en Eslavonia Occidental - oeste de Nova Gradiška - fue empleada como seguridad de la frontera de Bosnia con Croacia. Para ello desplegó un batallón blindado en Bosanska Gradiška y otro en Bosanska Dubica.
Durante abril y mayo de 1992, las unidades croatas lograron un gran éxito en el Corredor de Posavina mientras gran parte de las brigadas del 5.º Cuerpo aún estaban en Eslavonia Occidental. En mayo de 1992, fueron bloqueadas todas las rutas que unificaban la mitad este y oeste de la República Srpska y que unía Banja Luka con Belgrado. La última ruta fue cerrada el día 15. Tal era la situación cuando se produce el retiro del JNA de Bosnia, la brigada deja su dependencia de Yugoslavia y cambia su nombre.
Recién el 17 de junio de 1992, el comando del 1.º Cuerpo de la Krajina (PC Adelantado en Stara Gradiska), ordenó concretar la desmilitarización prevista de la Eslavonia Occidental a partir del 20 en una serie de cinco fases de 15 días de duración. Para ello, se debían replegar a Bosnia las unidades de combate y el armamento de las TO debía pasar a los lugares previamente establecidos. La inmediata misión de combate de la renombrada 1.ª Brigada Blindada del Ejército de la Republika Srpska será la participación en la Operación Corredor.

## Transformación en Brigada del VRS
La Asamblea Nacional de la República Srpska reunida en Banja Luka el 12 de mayo de 1992 decidió establecer el Ejército de la República Serbia de Bosnia y Herzegovina. El nuevo ejército estaría formado por miembros y unidades de la JNA que no habían sido retirados a la República Federal de Yugoslavia, así como unidades y jefaturas de las TO, y que se encontraban en el territorio de la Republika Srpska. En la sesión de la Asamblea Nacional el 12 de agosto de 1992, se adoptó el nombre de Republika Srpska y, por lo tanto, el nombre del ejército se cambió a Ejército de la Republika Srpska (VRS).

## Orden de batalla

### Efectivos
|             | Efectivo Orgánico | Efectivo Real | Porcentaje |
| ----------- | ----------------- | ------------- | ---------- |
| Oficiales   | 248               | 230           | 92,7%      |
| Suboficiaes | 222               | 264           | 118,9%     |
| Soldados    | 2886              | 4029          | 140,3%     |
| Total       | 3356              | 4546          | 135,4%     |

El material que disponía la brigada a inicios de 1992 cuando pasó al VRS era de 99 T-55, 26 M-84 (provenientes de la 1.ª Brigada -Vrhnika) 17 T-34 y 23 BVP M-60. Incluía fracciones y parte del material provenientes de la 1.ª Brigada Blindada del JNA que se había relegado de Eslovenia con la independencia de ese país y que se había gestionado a través de un acuerdo con las nuevas autoridades eslovenas mediado por la comunidad internacional.

### Organización
Según su cuadro de organización, la brigada blindada debía tener tres batallones de tanques y uno batallón mecanizado (tal era la situación de la Brigada 329). En total eran 104 tanques y 61 BVP M-60. El número real varió entre 90 y 94 tanques. La clasificación de batallón blindado "A" consistía en dos escuadrones de tanques con diez tanques cada uno y una compañía mecanizada con diez BVP M-60 (total 21 tanques y 10 BVP M-60). En caso de situaciones de guerra, se agregaría otro escuadrón de tanques, cuyos vehículos eran preservados durante el tiempo de paz.
El Escuadrón tenía tres secciones de tanques con tres tanques cada uno y un tanque de comando. La brigada blindada consistía de: comando, puesto comando, 3 batallones blindados, 1 batallón mecanizado, división de artillería mixta, división de defensa aérea mixta (Cñ y Misiles), batallón de ingenieros, batallón logístico, compañía de reconocimiento, compañía de comunicaciones, sección QBN y sección policía militar.

### Comandantes
- Enero 1992[23] y 18 de mayo de 1992: Coronel Ratko Simić.[24]

## Enlaces relacionados
- 5.º Cuerpo del Ejército Popular Yugoslavo.
- Nova Gradiška durante la Guerra de Croacia